# Jgerda-Ajutsa
Jgerda-Ajutsa (en georgiano: ჯგერდა-ახუწა; en abjasio: Џьгьарда Ахəҵа) es una aldea que pertenece a la parcialmente reconocida República de Abjasia, dentro del distrito de Ochamchire, aunque de iure es parte del municipio de Ochamchire de la República Autónoma de Abjasia de Georgia.

## Toponimia
Hasta finales de la década de 1980, la aldea se conocía como Ajutsa (en georgiano: ახუწა).

## Geografía
Jgerda-Ajutsa se encuentra a orillas del río Dgamsh y en las estribaciones del sur de los montes de Kodori, a 35 km de Ochamchire. Las aldea se administra desde el pueblo de Jgerda.  

## Historia
El pueblo se llamaba Kiachi (en georgiano: ქიაჩი) en la antigüedad. Aquí se conservan las ruinas de la iglesia de Kiachi de los siglos VII-VIII y la fortaleza medieval desarrollada, que formaba parte del sistema de murallas del Kelasuri. 
A finales del siglo XVII, después del asentamiento de los abjasios en esta tierra, la iglesia de Kiachi recibió el nombre de Kyachabaa y el pueblo, Ajutsa (en abjasio significa "pie de la montaña"). 
En 1949 se incorporó al consejo de la aldea de Jgerda. 